# Cantó de Lamentin
El cantó de Lamentin és una divisió administrativa francesa situat al departament de Guadalupe a la regió de Guadalupe.

## Composició
El cantó comprèn la comuna de Lamentin.

## Administració
| Període                                  | Identitat    | Partit | Qualitat |
| ---------------------------------------- | ------------ | ------ | -------- |
| 1992-                                    | José Toribio | PSG    |          |
| Les dades anteriors no són pas conegudes |              |        |          |